# Une bombe pas comme les autres
Pour plus de détails, voir Fiche technique et Distribution.
Une bombe pas comme les autres (The Green Man) est un film britannique réalisé par Robert Day et Basil Dearden (non crédité), sorti en 1956.

## Synopsis
Hawkins, un tueur à gages, est chargé d'assassiner Sir Gregory Upshoot, un industriel. Ses plans sont contrecarrés par l'irruption d'un représentant en aspirateurs.

## Fiche technique
- Titre original : The Green Man
- Titre français : Une bombe pas comme les autres
- Réalisation : Robert Day et Basil Dearden (non crédité)
- Scénario : Sidney Gilliat et Frank Launder, d'après leur pièce Meet a Body
- Direction artistique : Wilfred Shingleton
- Costumes : Anna Duse
- Photographie : Gerald Gibbs
- Son : Buster Ambler, Red Law
- Montage : Bernard Gribble
- Musique : Cedric Thorpe Davie
- Production associée : Leslie Gilliat
- Production : Sidney Gilliat, Frank Launder
- Société de production : Grenadier Films
- Société de distribution : British Lion Films
- Pays d'origine :  Royaume-Uni
- Langue originale : anglais
- Format : Noir et blanc  — 35 mm — 1,37:1 — son mono
- Genre : Comédie noire
- Durée : 80 minutes
- Dates de sortie : 
  - Royaume-Uni : 18 septembre 1956
  - France : 21 décembre 1956

## Distribution
- Alastair Sim : Hawkins
- George Cole : William Blake
- Terry-Thomas : Charles Boughtflower
- Jill Adams : Ann Vincent
- Raymond Huntley : Sir Gregory Upshott
- Colin Gordon : Reginald Willoughby-Cruft
- Avril Angers : Marigold
- Eileen Moore : Joan Wood
- Dora Bryan : Lily
- John Chandos : Mc Kechnie
- Cyril Chamberlain : Sergent Bassett

## Distinctions

### Nominations
- BAFTA 1957 : British Academy Film Award du meilleur scénario pour Sidney Gilliat et Frank Launder